# Bollywood Movie Awards
I Bollywood Movie Awards sono dei premi cinematografici assegnati dal 1999 al 2007 a Long Island (New York, Stati Uniti) per celebrare i film e gli attori dell'industria di Bollywood con sede a Mumbai (India).

## Categorie
- Best Film (miglior film)
- Best Director (miglior regista)
- Best Actor (miglior attore)
- Best Actress (miglior attrice)
- Best Supporting Actor (miglior attore non protagonista)
- Best Supporting Actress (miglior attrice non protagonista)
- Best Villain (miglior cattivo)
- Best Comedian (miglior comico)
- Best Male Debut (miglior debuttante uomo)
- Best Female Debut (miglior debuttante donna)
- Critics Award Male (premio della critica uomo)
- Critics Award Female (premio della critica donna)
- Most Sensational Actor (attore più sensazionale)
- Most Sensational Actress (attrice più sensazionale)
- Best Lyricist (miglior paroliere)
- Best Music (miglior musica)
- Best Singer Male (miglior cantante uomo)
- Best Singer Female (miglior cantante donna)
- Best Costume Designer (miglior costumista)
- Best Choreography (miglior coreografia)
- Best Story (miglior sceneggiatura)
- Best Dialogue (miglior dialogo)